# Raúl Servín
Raúl Servín, né le 29 avril 1963 à Mexico (Mexique), est un footballeur mexicain, qui évoluait au poste de défenseur aux Pumas UNAM, à Monarcas Morelia, au Cruz Azul, au CF Atlas et à Toros Neza ainsi qu'en équipe du Mexique.
Servin marque quatre buts lors de ses trente-deux sélections avec l'équipe du Mexique entre 1985 et 1990. Il participe à la coupe du monde en 1986 avec l'équipe du Mexique.

## Carrière
- 1983-1989 : Pumas UNAM
- 1989-1990 : Monarcas Morelia
- 1990-1991 : Cruz Azul
- 1991-1992 : CF Atlas
- 1992-1993 : Cruz Azul
- 1993-1994 : Toros Neza [2]

## Palmarès

### En équipe nationale
- 32 sélections et 4 buts avec l'équipe du Mexique entre 1985 et 1990

### Avec l'UNAM
- Vainqueur de la Coupe des clubs champions de la CONCACAF en 1989